# Guy David (Mathematiker)

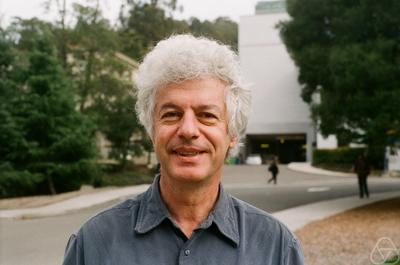
Guy David, 2014

Guy R. P. David (* 1. Juni 1957 in Saint-Omer) ist ein französischer Mathematiker, der sich mit Analysis befasst.
David studierte 1976 1981 an der École normale supérieure, erhielt die Agrégation und das DEA und wurde 1981 an der Universität Paris-Süd (Paris XI) bei Yves Meyer promoviert (Thèse du 3ème cycle). Der zweite Teil der Promotion (Thèse d’État) erfolgte 1986 bei Meyer (Noyau de Cauchy et opérateurs de Caldéron-Zygmund). 1982 bis 1989 forschte er für das CNRS an der École polytechnique. Er ist seit 1989 Professor an der Universität Paris-Süd (ab 1991 Professor 1. Klasse und ab 2001 Classe exceptionelle).
David befasste sich mit der Theorie singulärer Integralgleichungen nach der Theorie von Alberto Calderón und mit Hardy-Räumen. Unter anderem befasste er sich mit dem Problem von Painlevé, dessen Lösung durch Xavier Tolsa auch auf Methoden von David aufbaute. David löste 1998 einen Spezialfall, die Vermutung von Vitushkin. Mit Jean-Lin Journé bewies er 1984 das T(1)-Theorem, wofür sie den Salem-Preis bekamen. Der Satz ist von grundlegender Bedeutung für die Theorie singulärer Integraloperatoren vom Calderon-Zygmund Typ. Er befasste sich auch mit der Vermutung von David Mumford und Shah (aus der Theorie der Bildzerlegung) und seine Beiträge zur Theorie der Hardy-Räume trugen zur Lösung der kontinuierlichen (analytischen) Version des Problems des Handlungsreisenden durch Peter Jones 1990 bei. Er arbeitete mit Stephen Semmes zusammen, mit dem er mehrere Bücher veröffentlichte.
2004 erhielt er den Prix Servant und 1990 den Prix IBM France. Im gleichen Jahr erhielt er den Ferran-Sunyer-i-Balaguer-Preis für sein Buch Singular sets of minimizers for the Mumford-Shah functional. 1996 bis 2001 war er Junior-Mitglied und 2010 bis 2015 Senior-Mitglied des Institut Universitaire de France. Für 2020 wurde ihm der Prix Ampère zuerkannt.
1986 war er eingeladener Sprecher auf dem  Internationalen Mathematikerkongress in Berkeley (Opérateurs de Caldéron-Zygmund). 1999 wurde er in die American Academy of Arts and Sciences gewählt.

## Schriften
Bücher:
- mit Stephen Semmes: Analysis of and on uniformly rectifiable sets, Mathematical Surveys and Monographs 38. American Mathematical Society, Providence, RI, 1993.
- mit Stephen Semmes:  Uniform rectifiability and quasiminimizing sets of arbitrary codimension, Memoirs AMS 2000
- mit Stephen Semmes:  Singular integrals and rectifiable sets in Rn : au-delà des graphes lipschitziens, Astérisque 193, 1991
- mit Stephen Semmes:  Fractured fractals and broken dreams. Self-similar geometry through metric and measure, Oxford Lecture Series in Mathematics and its Applications 7, Clarendon Press, Oxford 1997
- mit Alexis Bonnet, Cracktip is a global Mumford-Shah minimizer, Astérisque 274, 2001
- Wavelets and singular integrals on curves and surfaces, Lecture notes in mathematics 1465, Springer 1991
- Singular sets of minimizers for the Mumford-Shah functional, Progress in Mathematics, Birkhäuser 2005
- mit Tatiana Toro: Reifenberg parameterizations for sets with holes, Memoirs of the AMS 215, 2012

Einige Aufsätze:
- Courbes corde-arc et espaces de Hardy généralisés, Ann. Inst. Fourier (Grenoble), Band 32, 1982, S. 227–239
- Opérateurs  intégraux  singuliers  sur  certaines  courbes  du  plan  complexe, Ann. Sci. Ecole Norm.  Sup. (4), Band 17, 1984, S. 157–189.
- mit Ronald Coifman, Yves Meyer: La solution des conjectures de Calderón, Adv.in Math., Band  48, 1983, S. 144–148.
- Morceaux de graphes lipschitziens et intégrales singulières sur une surface, Rev.  Mat. Iberoamericana, Band 4, 1988, S. 73–114.
- mit J. L. Journé, S. Semmes: Opérateurs de Calderon-Zygmund, fonctions para-accrétives et interpolation, Rev. Mat. Iberoamericana, Band 1, 1985, S. 1–56.
- mit Jean-Lin Journé:  A  boundedness  criterion  for  generalized  Calderón-Zygmund operators, Ann.  of Math.  (2), Band 120, 1984, S. 371–397
- {\displaystyle C^{1}}-arcs for minimizers of the Mumford-Shah functional, SIAM J. Appl.  Math., Band 56, 1996, S. 783–888
- Unrectifiable 1-sets have vanishing analytic capacity, Rev.  Mat.  Iberoamericana, Band 14, 1998, S. 369–479
- mit Pertti Mattila: Removable sets for Lipschitz harmonic functions in the plane, Rev.  Mat.  Iberoamericana, Band 16, 2000, S. 137–215
- Should we solve Plateau’s problem again?, in: Charles Fefferman, Alexandru D. Ionescu, D. H. Phong, Stephen Wainger (Hrsg.), Advances in Analysis:  The Legacy of Elias M. Stein, Princeton University Press 2014, S. 108–145.
- mit Tatiana Toro: Regularity of almost minimizers with free boundary, Calculus of Variations and Partial Differential Equations, Band 54, 2015, 455–524, Arxiv
- Local regularity properties of almost- and quasiminimal sets with a sliding boundary condition, Arxiv, 2014
- mit M. Filoche, D. Jerison, S. Mayboroda:  A free boundary problem for the localization of eigenfunctions, Arxiv 2014